# Phaeophilacris bernardii
Phaeophilacris bernardii är en insektsart som beskrevs av Lucien Chopard 1969. Phaeophilacris bernardii ingår i släktet Phaeophilacris och familjen syrsor. Inga underarter finns listade i Catalogue of Life.